# باول كلايتون
باول كلايتون (بالإنجليزية: Paul Clayton)‏ (4 يناير 1965 في المملكة المتحدة - ) هو لاعب كرة قدم بريطاني في مركز الهجوم. لعب مع ماكليسفيلد تاون ونادي أوربرو ونادي كرو ألكساندرا ونورويتش سيتي وستافورد رينجرز ونورثويتش فيكتوريا ونادي ستاليبريدج سيلتيك ودارلينجتون إف سى.

## وصلات خارجية
- باول كلايتون على موقع قاعدة بيانات كرة القدم.إي يو (الإنجليزية)